# Rudna vas
Rudna vas je naselje u slovenskoj Općini Radeču. Rudna vas se nalazi u pokrajini Štajerskoj i statističkoj regiji Savinjskoj. 

## Stanovništvo
Prema popisu stanovništva iz 2002. godine naselje je imalo 19 stanovnika.